# 7 (число)
Вижте пояснителната страница за други значения на 7.
Седем е естествено число, предхождано от шест и следвано от осем. С арабски цифри се изписва 7, с римски – VII, а по гръцката бройна система – Ζʹ. 7 е щастливото число на Аполон и Артемида в гръцката митология.

## Математика
- 7 е нечетно число.
- 7 е четвъртото просто число.
- 7 е пермутационно просто число.
- 7 е шестото безквадратно число.
- 7 е второто щастливо число (след 1).
- 7 е второто мерсеново просто число (след 3).
- 5 и 7 е втората двойка прости числа близнаци.
- 7 = 20+21+22
- Многоъгълник със 7 страни (и ъгли) се нарича седмоъгълник или хептагон. Правилният седмоъгълник има вътрешен ъгъл от приблизително 128,57°.
- При деление на 7 на числа некратни на 7, се образува безкрайна периодична дроб с период от едни и същи 6 цифри в обща последователност: 1/7=0,(142857); 2/7=0,(285714); 3/7=0,(428571); 4/7=0,(571428); 5/7=0,(714285); 6/7=0,(857142).

## Други
- 7 е атомният номер на химическия елемент азот.
- 7 са дните от седмицата и седмият е неделя според ISO 8601.
- Седмият ден от годината е 7 януари (Ивановден).
- Седмият месец на годината е юли.
- Седмата планета от Слънчевата система е Уран.
- Дъгата има 7 цвята.
- В Античността са съществували 7 чудеса на света и се е вярвало, че има 7 планети на небето – Слънце, Луна, Меркурий, Венера, Марс, Юпитер и Сатурн.
- Има 7 чакри.
- Еврейската менора е за 7 свещи.
- Континентите на Земята са 7.
- Короната на Статуята на Свободата има 7 лъча.
- Има 7 ноти в музикалната гама – до, ре, ми, фа, сол, ла и си.
- Септет е музикална група от 7 души и произведение за 7 инструмента.

## Религия
- Има 7 смъртни гряха:
  - похот
  - чревоугодие
  - алчност (скъперничество)
  - леност
  - гняв
  - завист
  - горделивост (високомерие).
- Манастир „Седемте престола“ в община Своге